# Leonello Vincenti
Leonello Vincenti (Trino Vercellese, 2 o 8 febbraio 1891 – Torino, 31 gennaio 1963) è stato un germanista e traduttore italiano.

## Biografia
Nacque nel 1891 a Lucedio, una frazione di Trino Vercellese, penultimo di cinque figli, da genitori entrambi maestri elementari. Diplomatosi al Liceo Cavour di Torino, nel 1910 si iscrisse alla Facoltà di Lettere dell'Università degli Studi di Torino. L'anno successivo vinse una borsa di studio per studenti poveri dell'ex Regno di Sardegna, la cui prova consisteva in un tema sul contributo degli scrittori prerisorgimentali all'unità italiana. Nello stesso concorso dove Vincenti si classificò primo, Palmiro Togliatti risultò secondo e Antonio Gramsci nono. Si laureò nel 1914 con una tesi su Brentano, discussa con Arturo Farinelli, di cui fu uno dei migliori allievi.
Dopo aver partecipato come volontario al primo conflitto mondiale, compì molti viaggi e soggiorni in Germania. Nel 1922, a Monaco di Baviera, intraprese l'attività di lettore di lingua e letteratura italiana alla locale Università, presso Karl Vossler, cui rimase legato da una forte amicizia anche una volta rientrato in Italia. Si occupò di curare un'antologia in tedesco sulla lirica italiana delle origini, con testo a fronte (con H. Feist) e, nel 1924, una simile pubblicazione su Leopardi (con L. Wolde). Negli stessi anni dedicò due saggi, su riviste italiane, al teatro di Buchner e Ricarda Huch.
Nel 1923 iniziò una collaborazione con Piero Gobetti per il quale scrisse un testo narrativo, Agnese, tuttora inedito e articoli sulla situazione politica tedesca e una sarcastica analisi della realtà italiana del momento, che furono pubblicati sulla rivista «Rivoluzione Liberale».
Negli anni del fascismo fu tra i collaboratori della rivista Il Baretti, insieme ad Augusto Monti, Umberto Morra di Lavriano, Leone Ginzburg, Giacomo Debenedetti, Natalino Sapegno e Mario Fubini. In particolare nel numero 11 del 1925 curò interamente un vasto lavoro dedicato al teatro tedesco, che costituisce uno dei primi seri studi italiani sull'espressionismo. Sull'argomento pubblicò in seguito anche l'importante saggio Il teatro tedesco, insieme a Giaime Pintor. Esordì anche come autore di un testo teatrale con Lo smoking usato (un atto), pubblicato in «Le opere e i giorni» nel 1926. Lo stesso anno sposò Friederike Gutmann, donna dai vasti interessi culturali (dall'archeologia greca alla filosofia, dalla letteratura alle arti figurative), appartenente alla borghesia ebraica di Monaco.
Dopo alcuni anni vissuti tra Monaco e Torino, rientrò definitivamente in Italia nel 1934 volgendo anche i suoi interessi dall'epoca romantica a quella barocca. Con la pubblicazione di Brentano. Contributo alla caratteristica del Romanticismo Germanico, del 1928, ottenne l'abilitazione in Italia alla libera docenza: fu professore di Letteratura e Lingua tedesca presso l'Università di Torino, avendo fra i suoi alunni anche gli scrittori Claudio Magris e Laura Mancinelli. In questi anni, rivolse il suo interesse anche verso l'epoca barocca con monografie e saggi di carattere generale (Angelo Silesio, 1931; La letteratura tedesca nell'età barocca, 1935), estese quindi la sua attenzione all'illuminismo tedesco, al classicismo e all'epoca di Biedermeier.
Nel 1947 curò per la Casa Editrice Arethusa di Asti l'edizione italiana di Liriche romantiche tedesche (da Novalis a Rückert) di Friedrich Rückert. Nel 1953 con Riccardo Ricciardi pubblicò Saggi di letteratura tedesca e nello stesso anno fece uscire Croce e Goethe. Al filosofo italiano dedicò spazio anche nel saggio Letterature europee.
Nel 1950 Carlo Antoni e Raffaele Mattioli resero omaggio, fra gli altri, anche a Vincenti nel loro Cinquant'anni di vita intellettuale italiana 1896 - 1946.
Nel 1966 uscì postuma una raccolta di nove tra i suoi saggi più significativi con il titolo Alfieri e lo "Sturm und Drang" e altri saggi di letteratura italiana e tedesca (Olschki) seguita nel 1971 da Viaggiatori del Settecento, libro da lui curato per l'UTET.
Sua figlia Eleonora Vincenti divenne la prima professoressa di filologia italiana all'Università di Torino.

## Opere
- Angelo Silesio, Torino, G.B.Paravia, 1909.
- Hans Feist (a cura di), Fruhe italienische Dichtung: übertragen und mit dem Urtext herausgegeben von Hans Feist e Leonello Vincenti, Munchen, Hyperionverlag, 1922.
- Letteratura straniera: Ricarda Huch, Roma, La Nuova Antologia, 1924.
- Il teatro tedesco del Novecento, Torino, P. Gobetti, 1925.
- Brentano: contributo alla caratteristica del romanticismo Germanico, Torino, Fr.lli Bocca, 1928.
- Angelo Silesio, 1931
- La letteratura tedesca nell'età barocca, 1935
- Lo "Hildebrandslied", Torino, Ed. de l'Erma, 1935.
- La letteratura tedesca nell'età barocca,Torino, Edizioni de L'Erma, 1935.
- L'opera drammatica di Lessing, Torino : G. B. Paravia e C., 1938.
- Viaggiatori del Settecento, Torino, Unione tipografico-editrice torinese, 1950.
- Due canti dei morti : (Novalis-Leopardi), Milano, Università degli Studi, 1952.
- Grillparzer e la libertà, Torino, Accademia delle scienze, 1958.
- Alfieri e lo "Sturm and Drang" e altri saggi di letteratura titaliana e tedesca,Olschki, 1966
- Viaggiatori del Settecento, UTET, 1971
- Il teatro tedesco del Novecento, Roma, Edizioni di Storia e Letteratura, 2017, ISBN 9788893590792.